# 擬蠍
拟蝎（學名：Pseudoscorpionida），也稱書蠍、伪蝎，是一類小型的蛛形綱節肢動物，体长多小于8毫米，罕有达到釐米級的。拟蝎外形似蝎，故名。但它们腹部几近等宽，而无腹部和后腹部之分，也无蛰針。擬蠍广泛分布于朽叶、苔藓、土壤、树皮下、石下等處，有些种在沿海潮间带的漂浮物或海藻上。由于它们体型太小，加上栖息地性质等原因而甚少被人察覺。实际上它们广泛存在，在某些地区密度很大，而且种类丰富，已知有430屬3,300余种。體型細小的牠們常透過攜播行為進行長距離的移動。
拟蝎一般對人類無害，因為牠們依靠衣蛾幼蟲、鰹節蟲幼蟲、囓蟲、螞蟻、蟎與小型雙翅目作食糧。

## 外部形態
- 體型微小，體長大約只有2至8毫米[2]，最大型的種類為阿森松島的Garypus titanius（英语：Garypus titanius）[3]，體長可達12毫米[4][5]，不過大多種類偏小，平均約只有3毫米[6]，身體區分為頭胸部與腹部，腹部分作12節。
- 頭胸部有一對由觸肢特化的螯鉗與四對足。足分作5至7節，節數常是科學家用來分類擬蠍的依據。螯鉗上具有毒腺，用來捕捉與麻痺獵物。
- 尾部末端無鉤螫或細鞭[7]。

## 分類
- 冥拟蝎科 Chthoniidae
- 雷赤拟蝎科 Lechytiidae
- 毛伪蝎科 Tridenchthoniidae
- 纹拟蝎科 Feaellidae
- 拟加拟蝎科 Pseudogarypidae
- 博赤拟蝎科 Bochicidae
- 吉姆拟蝎科 Gymnobisiidae
- 牙拟蝎科 Hyidae
- 中美拟蝎科 Ideoroncidae
- 尼奥拟蝎科 Neobisiidae
- 帕拉拟蝎科 Parahyidae
- 西亚拟蝎科 Syarinidae
- 艾顿拟蝎科 Atemnidae
- 车利拟蝎科 Cheliferidae
- 车恩拟蝎科 Chernetidae
- 维西拟蝎科 Withiidae
- 斯特拟蝎科 Sternophoridae
- 柴利拟蝎科 Cheiridiidae
- 加利拟蝎科 Garypidae
- 拟加利拟蝎科 Garypinidae
- 吉奥拟蝎科 Geogarypidae
- 拉次拟蝎科 Larcidae
- 拟次拟蝎科 Pseudochiridiidae
- 梅西拟蝎科 Menthidae
- 长尾拟蝎科 Olpiidae

## 外部連結
- 一套介紹在愛爾蘭的拟蝎目生物的影片 （页面存档备份，存于）